# Тротт, Лора (политик, Великобритания)
Лора Тротт (англ. Laura Trott; род. 7 декабря 1984, Окстед, Суррей) — британский политик, член Консервативной партии, главный секретарь казначейства (2023—2024).

## Биография
Окончила Пемброк-колледж Оксфордского университета.
С 2009 года работала советником премьер-министра Дэвида Кэмерона, после его отставки в 2016 году ушла в частный бизнес, став директором агентства политического консультирования и связей с общественностью Portland Communications. В 2019 году Консервативная партия выдвинула кандидатуру Тротт в округе Севеноукс, где бывший министр обороны Майкл Фэллон отказался от переизбрания, и по итогам выборов она одержала убедительную победу. В Палате общин работала в Комитете по вопросам здравоохранения и социального обеспечения, также стала личным секретарём министра транспорта, но ушла в отставку после падения второго правительства Джонсона, отказавшись от сотрудничества с пришедшей ему на смену Лиз Трасс. 27 октября 2022 года новый премьер-министр Риши Сунак назначил Лору Тротт парламентским помощником министра труда и пенсий.
13 ноября 2023 года в ходе серии кадровых перестановок в правительстве Сунака была назначена главным секретарём Казначейства.
5 июля 2024 года после поражения консерваторов на парламентских выборах было сформировано лейбористское правительство Кира Стармера, в котором преемником Тротт стал Даррен Джонс.
8 июля 2024 года назначена теневым главным секретарём Казначейства в составе временного теневого правительства Риши Сунака.
5 ноября 2024 года при формировании теневого кабинета Кеми Баденок назначена теневым министром образования.